# Sierra Gorda (Chile)
Sierra Gorda es una comuna del Norte Grande de Chile ubicada en la provincia de Antofagasta, en la región del mismo nombre.

## Historia
Considerado precursor de las civilizaciones prehispánicas de América meridional, la cultura Tiwanacu se desarrolló entre los años 1.500 a.c a 1.000 d.c, extendiéndose entre el occidente de Bolivia, el sur de Perú, el noreste de Argentina y el norte de Chile, regiones desde las cuales irradió su influencia tecnológica y religiosa hacia otros grupos contemporáneos. Tras su declinación le sucedió el imperio incaico, que extendió y dominó el territorio hasta el río Maule, influenciando a los changos de la costa, considerados excelentes pescadores y cazadores marinos, a los coyas o collas, habitantes precordilleranos, a los alfareros diaguitas o calchaquíes, que se extendieron al sur de los atacameños y los aimaras que habitaban la zona andina.
Estas culturas prehispánicas, con el desierto, la costa o el altiplano como hábitat, tienen como denominador común el empleo del cobre y las aleaciones rudimentarias para fabricar innumerables piezas tanto para uso religioso y ornamental, como doméstico y de defensa, entre otros. Se desplazaron normalmente desde la cuenca amazónica hasta el Pacífico y transitaron por los Andes, manteniendo una interrelación permanente y constante de trashumancia por senderos y rutas andinas.
El nombre de la comuna fue puesto por Ignacio Domeyko como “extensión de montañas consecutivas de baja altura”, el poblado se creó cerca de 1872 con el descubrimiento de la mina de plata Caracoles.
El pueblo surgió como un caserío minero cercano a la mina, el cual era un paso casi obligatorio para todas las carretas que pasaban por el lugar, ya que hacían un recorrido de 48 kilómetros entre el pueblo y el mineral, por lo mismo Sierra Gorda fue reconocida en su apogeo como “La ciudad del aire”. Para el año 1885 llegó a instalarse el ferrocarril, lo que generó un incremento en la población, llegando a superar las 5 mil personas, según pobladores de la época.
Cuatro años más tarde, comenzó la construcción de la estación de Caracoles, dando paso a un impulso comercial y con ello llegaron a instalarse casas compradoras de metales, hoteles, tiendas y casas de remoliendas.
El geógrafo chileno, Luis Risopatrón, describe a Sierra Gorda como una ‘aldea’ en su libro Diccionario Jeográfico de Chile en el año 1924:: 843 

Sierra Gorda (Aldea) 22° 54' 69° 20' Cuenta con servicio de correos, telégrafos i estación de ferrocarril i se encuentra hacia el S E. de la sierra Gorda, a 1.624 m de altitud, a 9 kilómetros al S de la estación de Cochrane i a 5 km al N de la de La Noria; de ella parte un camino al mineral de Caracoles.

A mediados de 1980, se creó por Decreto con Fuerza de Ley N.º 12.868, la Comuna de Sierra Gorda, teniendo como capital comunal al histórico pueblo ferroviario de Baquedano.
El 1 de junio de  1981 se creó la Municipalidad de Sierra Gorda, ubicada al norte de la localidad de Carmen Alto. A lo largo de 35 kilómetros, se localiza el “Cantón Central”, antiguo sector de la pampa salitrera, con más de 20 tortas de ripio, cementerios y ruinas de poblaciones de antiguas oficinas salitreras.

## Medio ambiente

### Geomorfología y componentes abióticos

Trazado simplificado de los ecosistemas y cuerpos de agua presentes en la comuna de Sierra Gorda.

La comuna de Sierra Gorda se encuentra emplazada en las unidades geomorfológicas de Cordillera de la costa, Desierto de Atacama, Gran fosa prealtiplanica, Pediplanos, glacis y piedemont y Precordillera de Domeyko; y presenta según la clasificación climática de Köppen clima de tundra de lluvia estival (ET (w)), clima desértico frío (BWk), clima desértico frío de lluvia estival (BWk (w)) y clima semiárido de lluvia estival (BSk (w)). Esta además se halla entre las cuencas hidrográficas de Costeras del río Loa y Quebrada Caracoles, Endorreicas entre el salar de Atacama y Vertiente del Pacífico, Quebrada Caracoles, río Loa y salar de Atacama. Además, la comuna posee diversos cuerpos de agua, entre los que se destacan la salar de los Morros y salar Elvira.

### Componentes bióticos
Dentro del territorio de la comuna se pueden hallar los siguientes ecosistemas:
- Desierto tropical interior con vegetación escasa (Preocupación menor)
- Matorral bajo desértico tropical interior donde predominan Adesmia atacamensis y Cistanthe salsoloides (Preocupación menor)

### Medidas de protección ambiental y conflictos socioambientales
Hasta 2022, la comuna de Sierra Gorda no cuenta con áreas territoriales destinadas a la protección ambiental.

## Demografía
La superficie total de Sierra Gorda es de 12 886,4 km². Al no existir zonas urbanas, la totalidad de la población es rural.  Según el censo de 2017, la comuna posee 10 186 habitantes, de los cuales 1524 (14,9 %) son mujeres y 8662 (85,1 %) son hombres.

## Administración

### Municipalidad
La Municipalidad de Sierra Gorda para el periodo 2025 2028 es dirigida por la alcaldesa Adriana Rivera Vega  (Independiente - Candidatura Independiente) y el concejo municipal conformado por los concejales:
- Ramón Luis Vega Fernández (IND - Chile Vamos Renovación Nacional - IND)
- Wladimir Fernández Cuevas (Renovación Nacional)
- Carlos Sepúlveda Lazo (Partido Socialista de Chile)
- René Ramos López (Partido Socialista de Chile)
- Mauricio Alejandro Campillay Díaz (Partido Demócrata Cristiano)
- Julio Alberto Echeverría Rivera (Partido Progresista de Chile)

### Representación parlamentaria
Sierra Gorda forma parte de la Circunscripción Senatorial III y del Distrito Electoral 3. Es representada en la Cámara de Diputados del Congreso Nacional por los siguientes diputados:
- José Miguel Castro Bascuñán (Renovación Nacional)
- Yovana Alejandra Ahumada Palma (Partido de la Gente)
- Sebastián Patricio Videla Castillo (IND - Partido Liberal)
- Jaime Araya Guerrero (IND - PPD)
- Catalina Pérez Salinas (Revolución Democrática)

En el Senado, la representan:
- Paulina Andrea Núñez Urrutia (Renovación Nacional)
- Pedro Araya Guerrero (IND - PPD)
- Esteban Velásquez Núñez (Federación Regionalista Verde Social)

## Economía

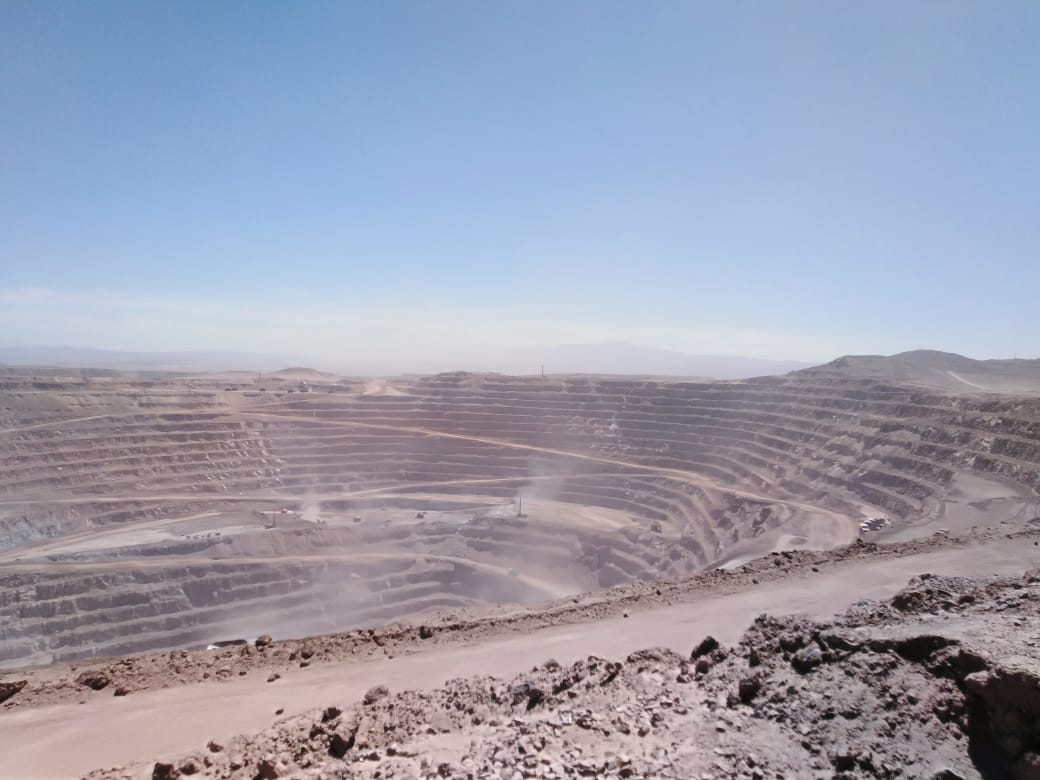
Mina Sierra Gorda ubicada al norte del pueblo.

En 2018, la cantidad de empresas registradas en Sierra Gorda fue de 50. El Índice de Complejidad Económica (ECI) en el mismo año fue de -1,06, mientras que las actividades económicas con mayor índice de Ventaja Comparativa Revelada (RCA) fueron Extracción de Cobre (235,21), Municipalidades (181,56) y Desratización y Fumigación no Agrícola (16,09).

## Cultura
La comuna de Sierra Gorda destaca por varias manifestaciones culturales que han cobrado relevancia a lo largo de los años.

### Festival del Desierto
Desde 2004, la Municipalidad de Sierra Gorda organiza el Festival del Desierto, un evento musical gratuito. El festival ha logrado establecerse como un espectáculo de dos noches. Entre los artistas que han participado en el festival se incluyen:
- 2004: Pablo Herrera y El profesor Salomón y Tutututu.
- 2005: El Símbolo, Amar Azul y Marco Antonio Solís.
- 2006: Joe Vasconcellos, Los Nocheros y Kudai.
- 2007: Electric Light Orchestra Part II y Sin Bandera, logrando reunir a cerca de 40.000 personas en pleno desierto.
- 2008: Miguel Bosé y nuevamente Marco Antonio Solís, con una asistencia esperada de más de 100.000 espectadores. El costo de la versión 2008 fue de aproximadamente 300 millones de pesos, financiado por el municipio y las empresas mineras de la zona.
- 2009: La Noche, Kramer, Fito Páez y Tito el Bambino.

En varias ediciones del festival, ha participado el grupo nortino Renacer Andino.

### La películaQuantum of Solace
En 2008, Sierra Gorda fue escenario de parte del rodaje de la película de James Bond, Quantum of Solace. Sin embargo, el entonces alcalde Carlos López generó controversia al oponerse a las filmaciones, inicialmente por la representación de los habitantes del pueblo como bolivianos. El alcalde interrumpió la filmación conduciendo su vehículo particular cerca de los actores, lo que atrajo la atención de medios internacionales, que reportaron el incidente como un intento de atropellar al actor Daniel Craig, quien interpreta a James Bond en la película.

## Lugares de interés
Sierra Gorda destaca por su riqueza histórica, especialmente por los monumentos asociados a la era del salitre y el ferrocarril.
El Teatro de Chacabuco, restaurado, ha sido sede de eventos culturales significativos, como la presentación de obras teatrales y festivales regionales. La Medialuna de Baquedano es otro lugar de interés, donde se celebran actividades relacionadas con las tradiciones chilenas y el folclore local.

### Monumentos
Entre los principales monumentos de la comuna se encuentran las ruinas de la Oficina Salitrera Chacabuco, que fue declarada Monumento Histórico Nacional bajo el Decreto Supremo n.º 1.749 del 26 de julio de 1971. Durante la dictadura militar, esta oficina fue utilizada como campo de prisioneros políticos. Entre 1995 y 2003, gracias a los Fondos Culturales del Gobierno de Chile, se llevaron a cabo cinco Festivales Culturales en la Ex-Oficina Chacabuco, atrayendo entre 4000 y 5000 visitantes por evento, incluyendo artistas, agentes culturales y la comunidad regional. Un hito importante fue la presentación de la obra La Reina Isabel cantaba rancheras de Hernán Rivera Letelier, en el Teatro de Chacabuco, restaurado con fondos regionales.
Las ruinas de la Oficina Salitrera Francisco Puelma también fueron declaradas Monumento Histórico Nacional bajo el Decreto Supremo n.º 0281 del 23 de mayo de 1989. 
La Estación de Ferrocarriles de Baquedano reúne la mayor parte de los monumentos históricos de la comuna. Entre estos destacan las locomotoras n.º 3511, n.º 3518, n.º 3501, n.º 3525, n.º 3523 y n.º 3573, así como carros salitreros de madera belga y fierro construidos en Pittsburgh. Estas piezas ferroviarias fueron declaradas Monumentos Históricos Nacionales bajo el Decreto Supremo n.º 1.639 el 16 de diciembre de 1983.

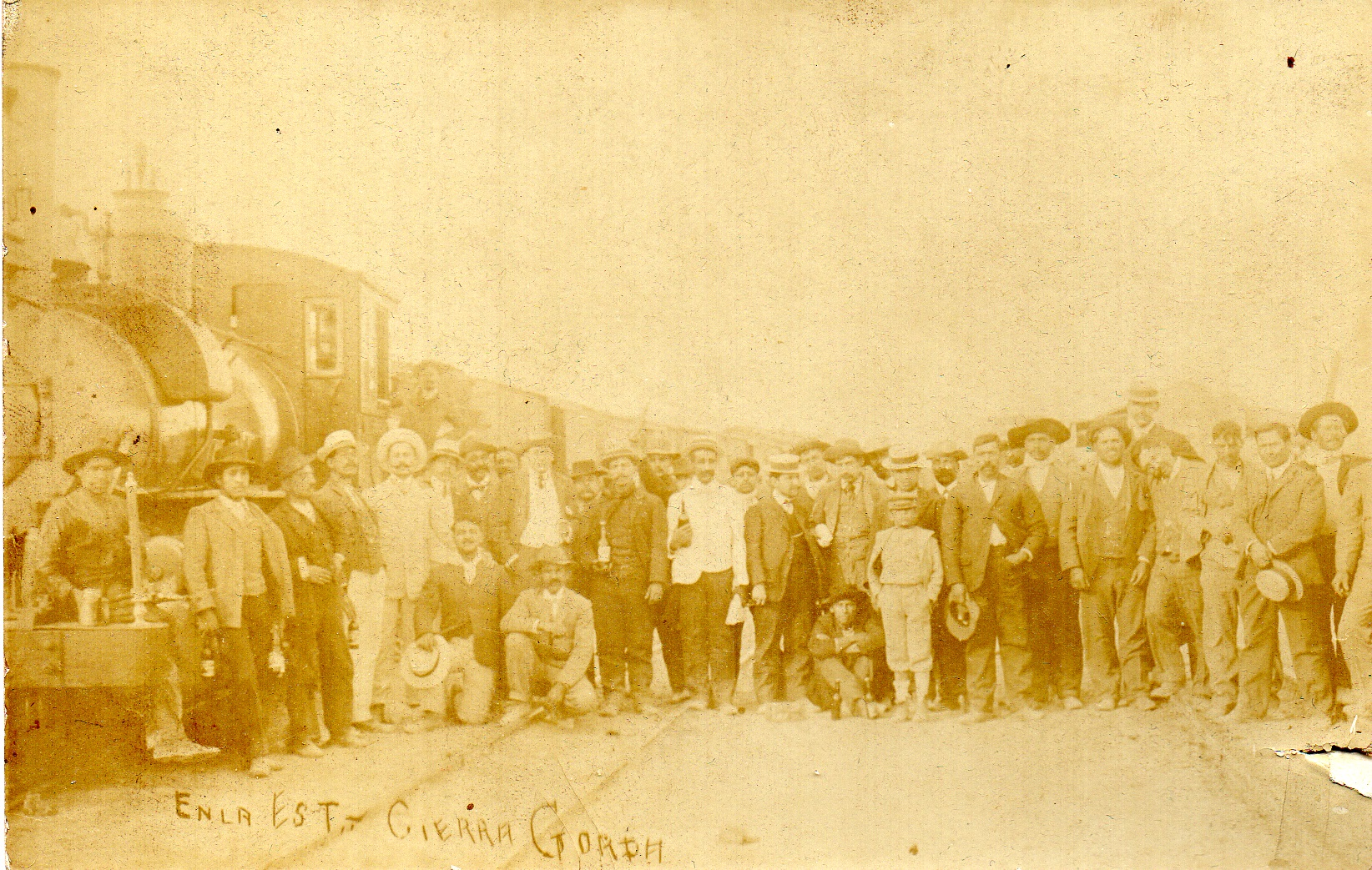
Trabajadores, probablemente del salitre, en la estación Sierra Gorda, región de Antofagasta, ca. 1907.

## Medios de comunicación

### Radioemisoras
- Madero FM - 88.1 FM
- Canal 95 - 89.1 FM
- Radio Charanga Latina - 90.3 FM
- Pudahuel - 95.3 FM
- FM Okey - 95.7 FM
- Bío-Bío - 100.7 FM
- Cooperativa - 102.5 FM
- Radio El Salitre - 104.9 FM
- Radio Desierto - 106.5 FM